# The Historical Child
The Historical Child (título completo: The Historical Child. Paidology; The Science of the Child; trad. El niño histórico. Paidología: La Ciencia del niño) es un libro de 1920 escrito por el profesor de Paidología y Psicología de la Universidad de Ohio Oscar Chrisman, en el que se realiza un recorrido histórico sobre la infancia en distintos países, con la intención de proveer de datos sobre esta etapa de la vida de cara a un estudio multidisciplinar.

## Contexto
Este libro se enmarca en el proyecto del autor de impulsar una ciencia que estudie la infancia desde una perspectiva multidisciplinar y holística, es decir, que tome la infancia no solo desde la perspectiva educativa (como hace la pedagogía), sino como un tema de estudio en sí mismo, aunando los aportes de diversas disciplinas (sin limitarse a la psicología) y las manifestaciones culturales (como el arte, la literatura, etc.) que versen en torno al niño. Esta ciencia recibiría el nombre de paidología.
La obra se enmarca, pues, como un esfuerzo más dentro de la denominada «corriente paidológica» que cobrará especial fuerza a nivel mundial en las primeras décadas del siglo XX, pero que venía de la mano, no de un autor cualquiera, sino precisamente del que inicia dicha corriente, que partió de Estados Unidos y pronto se extendió a Europa, llegando a implicar a autores tan célebres como Alfred Binet, Édouard Claparède, Ovide Decroly o Lev Vygotski.

## Publicación
La obra fue publicada en Boston en 1920 por el editor Richard G. Badger bajo el sello The Gorham Press. Según declara el autor, se trataba del primero de una serie de libros sobre la infancia que tenía intención de publicar como resultado de su trayectoria de estudio y docencia universitaria.

## Estados y culturas estudiadas
- México
- Perú
- Egipto
- India
- China
- Japón
- Persia
- Judea
- Grecia clásica
- Roma antigua
- Europa
- Estados Unidos